# Szanghajska Organizacja Współpracy
Szanghajska Organizacja Współpracy (SzOW; chiń. 上海合作组织, Shànghǎi Hézuò Zǔzhī, ros. Шанхайская организация сотрудничества (ШОС), Szanchajskaja organizacyja sotrudniczestwa (SzOS)) – regionalna organizacja międzynarodowa, powołana 15 czerwca 2001 przez Rosję, Chińską Republikę Ludową, Kazachstan, Kirgistan i Tadżykistan (istniejącą od 1996 roku tzw. Szanghajską Piątkę). W 2001 roku dołączył do niej Uzbekistan, w 2017 roku szeregi organizacji zasiliły Indie i Pakistan,  w 2023 do SzOW przyjęty został Iran, natomiast w 2024 do organizacji dołączyła Białoruś. 
Celem SzOW jest umacnianie bezpieczeństwa regionalnego w Azji poprzez wielopłaszczyznową współpracę, głównie Rosji i Chin. Chociaż w przeszłości pojawiały się pomysły przekształcenia SzOW w sojusz wojskowy, organizacja ta pozostaje przede wszystkim porozumieniem o charakterze politycznym i gospodarczym.

## Początki
Szanghajska Piątka powstała jako nieformalne forum konsultacyjne państw, chcących uregulować spory graniczne pomiędzy państwami powstałymi po rozpadzie ZSRR. Z czasem w orbicie zainteresowań tego gremium znalazły się sprawy bezpieczeństwa (przede wszystkim zagrożenie ze strony „trzech diabłów”: separatyzmu, terroryzmu oraz ekstremizmu islamskiego w Azji Środkowej; dyslokacja wojsk w tej strefie). 26 kwietnia 1996 w Szanghaju strony podpisały Umowę o umocnieniu środków zaufania w kwestiach wojskowych na obszarze pogranicza (tzw. Układ Szanghajski). 24 kwietnia 1997 w Moskwie podpisano Umowę o wzajemnej redukcji sił zbrojnych w rejonie granicy, co umożliwiło delimitację 4000 km chińskiej granicy. Podczas negocjacji rząd chiński poczynił dość duże ustępstwa wobec państw poradzieckich. Zgodził się na odzyskanie jedynie 22% spornych terenów od Kazachstanu oraz 32% od Tadżykistanu. W zamian otrzymał jednak obietnicę pomocy w zwalczaniu ujgurskich separatystów, przebywających i działających w tych państwach i którzy stanowią poważne zagrożenie dla jedności terytorialnej Chin.
Kolejne szczyty Szanghajskiej Piątki odbyły się w Ałmaty (1998), Biszkeku (1999) i Duszanbe (2000). Na ostatnim spotkaniu uczestniczył w roli obserwatora prezydent Uzbekistanu Islom Karimov.

## Utworzenie SzOW
Na szczycie w Szanghaju w dniach 14–15 czerwca 2001, utworzono SzOW, podpisując Deklarację o utworzeniu Szanghajskiej Organizacji Współpracy. Członkowie zobligowali się w niej przede wszystkim do dbałości o wzajemne relacje, przyjaznej współpracy w dziedzinie bezpieczeństwa, gospodarki, kultury itp., wzmocnienia zaufania, a także poszanowania równości oraz niemieszania się w sprawy wewnętrzne państw. Zaznaczono również, iż organizacja nie jest skierowana przeciw jakiemukolwiek innemu podmiotowi stosunków międzynarodowych. Zapowiedziano także utworzenie Regionalnej Struktury Antyterrorystycznej i Rady Koordynatorów. Na szczycie podpisana została ponadto Szanghajska konwencja, która zobowiązywała strony do zwalczania terroryzmu, separatyzmu i ekstremizmu.
7 czerwca 2002 na szczycie w Petersburgu przyjęto Kartę Szanghajskiej Organizacji Współpracy, dokument ramowy określający cele, zadania, strukturę instytucjonalną oraz sposoby przystąpienia lub wystąpienia z SzOW.
W latach 2001–2017 w Szanghajskiej Organizacji Współpracy nie dochodziło do zmian w ilości państw członkowskich i cały czas ich liczba wynosiła 6. Od 2004 roku obserwatorem jest Mongolia, a od 2005 także Indie, Iran oraz Pakistan. Inną formą uczestniczenia w pracach SzOW jest możliwość uzyskania statusu partnera w dialogu, który obecnie posiadają Armenia, Azerbejdżan, Kambodża, Nepal, Sri Lanka i Turcja. W 2006 utworzono specjalną grupę kontaktową pomiędzy SzOW a Afganistanem, którego przedstawiciele byli częstymi gośćmi podczas obrad różnych organów organizacji. W 2012 Afganistan uzyskał status obserwatora przy SzOW, ale talibowie rządzący tym krajem od 2021 r. nie uczestniczą w sesjach SzOW. Szanghajska Organizacja Współpracy posiada także status obserwatora przy ONZ.
W wywiadzie udzielonym tureckiej telewizji premier Turcji Recep Tayyip Erdoğan wyraził chęć członkostwa w Szanghajskiej Organizacji Współpracy, jako alternatywę dla przedłużających się negocjacji członkowskich z Unią Europejską.
10 lipca 2015 podczas szczytu państw członkowskich w Ufie, pozytywnie zostały zaopiniowane kandydatury Indii i Pakistanu. Podczas szczytu w Astanie 9 czerwca 2017, oba państwa formalnie stały się członkami SzOW. W 2022 status członka uzyskał Iran.

## Organy

### Rada Głów Państw
Jest to najwyższy organ SzOW. Ma określać priorytety oraz wypracowywać podstawowe kierunki działania Organizacji. Do jej zadań należy też decydowanie na temat zasadniczych kwestii jej struktury oraz funkcjonowania, współpracy z innymi państwami i organizacjami międzynarodowymi, a także rozpatruje najbardziej aktualne międzynarodowe problemy. Rada Głów Państw ma zbierać się na posiedzenie raz w roku. Przewodniczy mu głowa państwa organizującego szczyt, a kolejność przewodniczenia ustalana jest za pomocą alfabetycznego porządku nazw państw – członków w języku rosyjskim.
Obecny skład:
- Chiny – przewodniczący Xi Jinping
- Indie – prezydent Ram Nath Kovind
- Kazachstan – prezydent Kasym-Żomart Tokajew
- Kirgistan – pełniący obowiązki prezydenta Sadyr Dżaparow
- Pakistan – prezydent Arif Alvi
- Rosja – prezydent Władimir Putin
- Tadżykistan – prezydent Emomali Rahmon
- Uzbekistan – prezydent Shavkat Mirziyoyev

### Rada Szefów Rządów
Głównym jej zadaniem wynikającym z artykułu 6 Karty SzOW jest ustalenie budżetu Organizacji. Rozpatruje ona również i decyduje w konkretnych aspektach działalności SzOW. Są to przede wszystkim sprawy współpracy gospodarczej. Rada Szefów Rządów zbiera się na kolejne posiedzenia, podobnie jak Rada Głów Państw, raz do roku.
Obecny skład:
- Chiny – premier Li Keqiang
- Indie – premier Narendra Modi
- Kazachstan – premier Askar Mamin
- Kirgistan – premier Sadyr Dżaparow
- Pakistan – premier Imran Khan
- Rosja – premier Michaił Miszustin
- Tadżykistan – premier Kohir Rasulzoda
- Uzbekistan – premier Abdulla Aripov

### Rada Ministrów Spraw Zagranicznych
Jej zadania to rozpatrywanie kwestii związanych z bieżącą działalnością organizacji, przygotowywanie posiedzeń Rady Głów Państw oraz prowadzenia konsultacji w sprawach międzynarodowych. W razie konieczności Rada Ministrów Spraw Zagranicznych może wydawać oświadczenie w imieniu SzOW. Zebrania zwyczajne odbywają się miesiąc przed rozpoczęciem posiedzenia Rady Głów Państw, natomiast nadzwyczajne mają miejsce po uprzednim zgłoszeniu wniosku popartym przez co najmniej dwa państwa członkowskie.

### Narady Kierowników Ministerstw i/lub Resortów
W zgodzie z decyzjami Rady Głów Państw oraz Rady Szefów Rządów szefowie odpowiednich ministerstw i/lub resortów państw-członków mogą prowadzić konsultacje w celu rozpatrzenia konkretnych problemów w rozwoju współpracy w ramach działalności w SCO.

### Rada Narodowych Koordynatorów
Jest to organ odpowiedzialny przede wszystkim za koordynację i kierowanie bieżącej działalności SzOW. Prowadzi on przygotowania do posiedzeń Rad: Głów Państw, Szefów Rządów oraz Ministrów Spraw Zagranicznych. Narodowi koordynatorzy są mianowani przez każde państwo według wewnętrznie przyjętej przez siebie procedury. Rada zbiera się na posiedzenia nie rzadziej niż trzy razy w roku. Przewodnictwo obejmuje narodowy koordynator państwa – organizatora.

### Regionalna Struktura Antyterrorystyczna (RATS)
Organ ten rozpoczął swoją działalność od momentu ogłoszenia Szanghajskiej Konwencji o Walce z Terroryzmem, Separatyzmem i Ekstremizmem z 15 czerwca 2001 r. Siedzibą miała być stolica Kirgistanu – Biszkek, jednak ostatecznie przeniesioną ją do stolicy Uzbekistanu – Taszkentu. Jest stale działającym organem SCO – jedynym, którego poczynania nie jest regulowana przez Radę Głów Państw, lecz jej podstawowe zadania i funkcje, zasady formowania i finansowania, a także porządek działalności regulowane są przez osobne porozumienie międzynarodowe, zawierane przez członków SCO. Oprócz zwalczania terroryzmu, separatyzmu oraz ekstremizmu w trakcie funkcjonowania tego organu wyłoniły się takie funkcje jak m.in. koordynacja niemilitarnych działań zmierzających do zapewnienia bezpieczeństwa w Azji Środkowej oraz stworzenie systemu wymiany informacji między państwami członkowskimi. Jednym z najważniejszych osiągnięć RATS było opracowanie przez nie listy osób oraz organizacji zakazanych w SCO oraz zidentyfikowanie wielu działaczy organizacji terrorystycznych oraz ekstremistycznych.

### Sekretariat
Sekretariat Szanghajskiej Organizacji Współpracy jest stale działającym organem administracyjnym, zajmującym się przede wszystkim aspektami organizacyjno – technicznymi. Zajmuje się przygotowaniem spotkań przedstawicieli państw członkowskich, corocznym przygotowywaniem projektu budżetu organizacji. Na czele stoi Sekretarz Wykonawczy, który wybierany jest przez Radę Głów Państw po przedstawieniu kandydata przez Radę Ministrów Spraw Zagranicznych. Funkcję tę może pełnić obywatel państwa członkowskiego. W wyborze narodowości Sekretarza stosuje się metodę rotacji – według porządku alfabetu rosyjskiego. Swoją funkcję może pełnić 3 lata, bez możliwości przedłużenia tego terminu. Zastępcy Sekretarza Wykonawczego wybierani są przez Radę Ministrów Spraw Zagranicznych, po uprzedniej nominacji Rady Narodowych Koordynatorów. Nie mogą oni jednak pochodzić z tego samego kraju co Sekretarz Wykonawczy.
Sekretarz Wykonawczy, zastępcy Sekretarza oraz pozostali pracownicy Sekretariatu są niezależni. Nie mogą otrzymywać żadnych instrukcji ze strony jakiegokolwiek podmiotu. Muszą oni powstrzymywać się od działań, które mogłyby zaszkodzić działaniu urzędu oraz całej organizacji. Państwa członkowskie zmuszone są szanować międzynarodowy charakter Sekretarza Wykonawczego oraz personelu Sekretariatu. Odpowiadają oni wyłącznie przed SzOW. Na siedzibę Sekretariatu wybrany został Pekin. Funkcjonuje on od 2004 r. Obecnie funkcję Sekretarza Wykonawczego sprawuje Kirgiz Imanalijew Muratbek Sansyzbajewić. Wcześniej Sekretariatem przewodzili Chińczyk Zhang Deguang (2004-2007) oraz Kazach Bolat Nurgalijew (2007-2010).
Decyzje wydawane przez organy SzOW są przyjmowane przez konsensus. Ich wdrożenie w poszczególnych państwach, zależy od jego procedur wewnętrznych.

## Szczyty

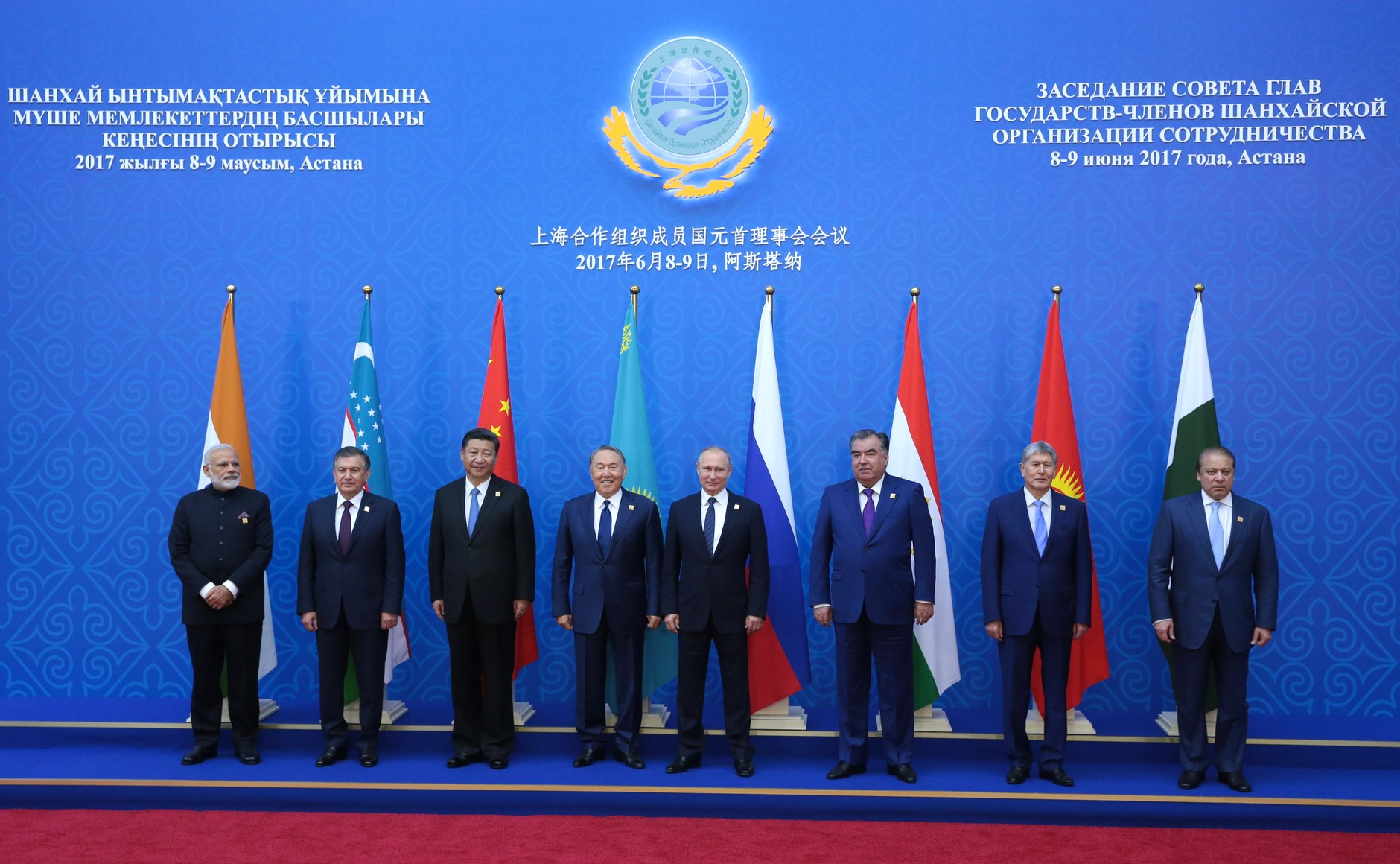
Szczyt przywódców państw członkowskich SzOW w Astanie, 9 czerwca 2017

1. 14–15 czerwca 2001, Szanghaj, Chińska Republika Ludowa
2. 7 czerwca 2002, Petersburg, Rosja
3. 28–29 maja 2003, Moskwa, Rosja
4. 17 czerwca 2004, Taszkent, Uzbekistan
5. 5 lipca 2005, Astana, Kazachstan
6. 14–15 czerwca 2006, Szanghaj, Chińska Republika Ludowa
7. 16 sierpnia 2007, Biszkek, Kirgistan
8. 28 sierpnia 2008, Duszanbe, Tadżykistan
9. 15–16 czerwca 2009, Jekaterynburg, Rosja
10. 10–11 czerwca 2010, Taszkent, Uzbekistan
11. 14–15 czerwca 2011, Astana, Kazachstan
12. 6–7 czerwca 2012, Pekin, Chińska Republika Ludowa
13. 13 września 2013, Biszkek, Kirgistan
14. 11–12 września 2014, Duszanbe, Tadżykistan
15. 9–10 lipca 2015, Ufa, Rosja
16. 23–24 czerwca 2016, Taszkent, Uzbekistan
17. 8–9 czerwca 2017, Astana, Kazachstan
18. 9–10 czerwca 2018, Qingdao, Chińska Republika Ludowa[5][6]
19. 16 września 2022 Samarkanda, Uzbekistan